# 58572 Romanella
58572 Romanella este un asteroid din centura principală de asteroizi.

## Descriere
58572 Romanella este un asteroid din centura principală de asteroizi. A fost descoperit pe 7 septembrie 1997 la Montelupo de Maura Tombelli și Giuseppe Forti. Asteroidul prezintă o orbită caracterizată de o semiaxă mare de 2,28 ua, o excentricitate de 0,07 și o înclinație de 6,9° în raport cu ecliptica.